# A Portuguesa
A Portuguesa je portugalska nacionalna himna. Stihove je napisao Henrique Lopes de Mendonça, a glazbu Alfredo Keil. Pjesma je nastala nakon porasta portugalskog nacionalizma uzrokovanog britanskim ultimatumom Portugalcima da se povuku iz područja između Angole i Mozambika. Pjesma je prvo usvojena kao republikanska himna, a 1910. kao himna novonastale republike Portugal, umjesto dotadašnje "Hymno da Carta", posljednje himne ustavne monarhije u Portugalu. Naslov A Portuguesa znači Portugalska (pjesma).

## Stihovi
Pjesma se sastoji od triju strofe iz pjesme koju je napisao Mendonça i pripjeva. Drugi i treći stih pripadaju poemi, ali ne i pjesmi. Stih Contra os canhões marchar, marchar (protiv topova stupamo, stupamo) zamijenio je stih Contra os bretões marchar, marchar (protiv Britanaca stupamo, stupamo) iz prve inačice. 